# Macroglossum godeffroyi
Macroglossum godeffroyi är en fjärilsart som beskrevs av Butler 1882. Macroglossum godeffroyi ingår i släktet Macroglossum och familjen svärmare. Inga underarter finns listade i Catalogue of Life.